# Paul Deem
Paul Thomas Deem (* 16. August 1957 in Dreux, Frankreich) ist ein ehemaliger US-amerikanischer Radrennfahrer und nationaler Meister im Radsport.

## Sportliche Laufbahn
Deem war im Bahnradsport  und im Straßenradsport aktiv. Er war Teilnehmer der Olympischen Sommerspiele 1976 in Montreal. In der Mannschaftsverfolgung kam der Bahnvierer mit Paul Deem, Leonard Nitz, Ron Skarin und Ralph Therrio auf den 10. Platz.
Bei den Panamerikanischen Spielen 1975 gewann er die Goldmedaille in der Mannschaftsverfolgung. Deem gewann 1977 die nationale Meisterschaften im Einzelzeitfahren, im Mannschaftszeitfahren, in der Einzelverfolgung und in der Mannschaftsverfolgung. 1976, 1979 und 1980 wurde er ebenfalls Meister in der Mannschaftsverfolgung. 1977 startete er bei den Straßenradsport-Weltmeisterschaften.

## Berufliches
1982 eröffnete er in Los Angeles mit dem Olympiamechaniker Steve Aldridge ein Fahrradgeschäft. Später gründete er eine eigene Ladenkette in Kalifornien.

## Ehrungen
2021 wurde er in die United States Bicycling Hall of Fame aufgenommen.